# Edo Maajka
Edo Maajka (pravo ime Edin Osmić, Brčko, 22. prosinca 1978.), bosanskohercegovački reper i hip-hop tekstopisac. 
U proljeće 1992. godine rat je zahvatio i njegov kraj, pa je Maajka prisiljen pobjeći u selo Ograđenovac nadomak Brčkog. Kamionom, kao i mnoštvo ljudi zahvaćenih ratom, prelazi u Hrvatsku gdje je prvo u Privlaci kraj Zadra, a zatim u Zagrebu nalazi svoje mjesto pod suncem. 
Kada su ga pitali o podrijetlu izjavio je: Ja se nikad nisam sramio ko sam i odakle, svi to znaju, ali činjenica je i da sam dio hrvatske estrade jer djelujem i tu. Mislim da pričam o socijalnim temama koje se tiču i Hrvatske i Bosne, a to su jako jako jako slični problemi, i bio bih kreten i lažnjak kad ne bih rep'o o Hrvatskoj jer tu živim. Ja sam Bošnjak, to mi se vidi po glavi, hahaha, ali pripadam na obje scene i drago mi je što je tako. (prosinac 2004. za Radio Slobodna Europa)
Kako sam kaže: Doš'o sam u Zagreb prije 9 godina i ovaj grad prihvaćam kao svoj. Imam purgerski naglasak, volim Dinamo, skandir'o za Radio 101, skandir'o za sindikate. Bio sam tu kad se mijenjala vlast, kad je Dinamo rokn'o Partizan 5:0, kad je rikn'o Njofra... Tu sam prvi put guzio, prvi put se napio, prvi put rep'o, prvi put skoro sve.
2010. preselio se u Izrael sa svojom zaručnicom Lilah i kćerkom Yasmin.

## Nagrade
- Porin
  - Najbolji album urbane, klupske muzike: "No Sikiriki" (2005.)
  - Najbolji spot: "Pržiiiii" (2005.)
  - Novi izvođač godine: "Edo Maajka" (2003.)
  - Najbolji album Hip Hop glazbe: "Moćno" (2023.)[2]

- Davorin
  - Urbani album: "No Sikiriki" (2005.)
  - Pjesma godine: "No Sikirkiki" (2005.)
  - Urbana pjesma: "No Sikiriki" (2005.)
  - Urbani izvođač: "Edo Maajka" (2005.)
  - Vokalna suradnja: "Hajmo rušit" Frenkie i Edo Maajka (2006.)

- Zlatna Koogla
  - Najbolji pjevač: "Edo Maajka" (2005.)
  - Najbolji spot: "Pržiiiii" (2005.)
  - Najbolja web stranica: "edomaajka.com" (2005.)
  - Zlatni Dop godine - Najizvođač prema glasovima kritike: "Edo Maajka" (2005.)

- Crni Mačak
  - Debitant godine: "Edo Maajka" (2003.)
  - Najbolja pjesma: "Znaš me" (2003.)

## Diskografija

### Studijski albumi
- Slušaj mater (2001.)
- No sikiriki (2004.)
- Stigo ćumur (2006.)
- Balkansko a naše  (2008.)
- Štrajk mozga (2012.)
- Put u plus (2018)
- Moćno (2022)

### Kompilacije
- Spomen ploča (2010.)

### Filmska glazba
- Zlatna dolina (2003.)

## Sinkronizacija
- "Ledeno doba 2, 3, Božić mamutskih proporcija, 4, 5" kao Sid (2006., 2009., 2011., 2012., 2016.)
- "Konferencija životinja" (2010.)
- "Žuta minuta" kao Gradonačelnik Puran Šepurić (2005.)
- "Legenda o medvjedu" kao Rudi (2003.)

## Vanjske poveznice
- Službena stranica  Arhivirana inačica izvorne stranice od 6. prosinca 2020. (Wayback Machine)
- Kolumne Ede Maajke na Lupiga.Com  Arhivirana inačica izvorne stranice od 22. lipnja 2008. (Wayback Machine)